# Vertrag über die Energiecharta
Der Energiecharta-Vertrag (englisch Energy Charter Treaty, ECT) ist ein internationaler Vertrag, der nach dem Ende des Kalten Kriegs ursprünglich die Integration der Energiesektoren der Nachfolgestaaten der Sowjetunion und Osteuropas in die europäischen und globalen Märkte zur Aufgabe hatte.
Die zu Grunde liegende Energiecharta wurde am 17. Dezember 1991 in Den Haag unterzeichnet. Dabei handelte es sich um eine politische Erklärung der Prinzipien der internationalen Energiebeziehungen, darunter Handel, Transit und Investitionen. Die Absicht, einen rechtsverbindlichen Vertrag zu verhandeln, wurde darin ebenfalls zum Ausdruck gebracht.
Der rechtsverbindliche Vertrag selbst wurde im Dezember 1994 in Lissabon unterzeichnet, gemeinsam mit einem Protokoll zur Energieeffizienz und zu verwandten Umweltaspekten (PEEREA). Der Vertrag und das Protokoll traten im April 1998 in Kraft.
Die Klage des Energiekonzerns Vattenfall gegen die Bundesrepublik Deutschland wegen des Atomausstiegs 2011 berief sich auf den Energiecharta-Vertrag.
Der EuGH (Europäischer Gerichtshof) erklärte am 2. September 2021 die Energiecharta für Streitigkeiten zwischen den Mitgliedern der Europäischen Union für unwirksam. Damit entzog er formal vielen der 55 anhängigen ECT-Verfahren die Grundlage. Diese Verfahren werden jedoch derzeit weitergeführt, und nur wenige Schiedsgerichte sind bereit, sich der Rechtsprechung des EuGH zu beugen.
Nachdem einzelne EU-Staaten bereits aus dem Vertrag ausgetreten waren, beschlossen die Mitgliedsländer der EU 2024 ihren gemeinsamen Austritt. Kritisiert wurde unter anderem, dass große Energiekonzerne sie durch den Vertrag zu leicht oft verklagen können.

## Inhalt
Der Vertrag deckt vier Hauptbereiche ab:
- den Schutz von Auslandsinvestitionen, nach dem Prinzip der Anwendung nationaler Behandlung oder der Meistbegünstigung (je nachdem, welches vorteilhafter ist), und den Schutz gegen die wichtigsten nicht-kommerziellen Risiken;
- nicht diskriminierende Bedingungen für den Handel mit Energiematerialien, -produkten und energiebezogener Ausrüstung auf der Grundlage von Regeln der Welthandelsorganisation (WTO) sowie von Regelungen zur Gewährleistung von verlässlichem grenzüberschreitenden Energietransit durch Pipelines, Netze und andere Arten des Transports; der Vertrag sieht jedoch keinen Zwang der Vertragsparteien vor, Dritten Zugang zur Infrastruktur zu gewähren;
- die Lösung von Streitfällen zwischen Teilnehmerstaaten und, im Fall von Investitionen, zwischen den Investoren und den Gastländern (Investor-state dispute settlement);
- die Förderung der Energieeffizienz sowie Ansätze zur Minimierung der Umweltauswirkungen von Energieproduktion und -verbrauch.

Während die Energiecharta auf der Idee aufbaut, dass internationale Investitions- und Technologietransfers im Energiesektor gegenseitigen Nutzen bringen, bleibt die nationale Souveränität über die Energieressourcen ein Kernprinzip des Vertrags (Art. 18 ECT). Jedes Mitgliedsland kann frei entscheiden, wann und wie seine nationalen Energieressourcen entwickelt werden sollen und in welchem Maß sein Energiesektor offen für ausländische Investoren sein soll.
Ein Ziel des Vertrags ist die Förderung der Transparenz und Effizienz von Energiemärkten, doch bleibt es Sache der Regierungen, die Struktur des nationalen Energiesektors festzulegen. Es gibt keine Verpflichtung zur Privatisierung von Energieunternehmen im Staatsbesitz oder zur Zerschlagung vertikal integrierter Energieunternehmen.
Im Dezember 2007 bekräftigte die Energiechartakonferenz ihre Unterstützung für einen Abschluss der Verhandlungen und die Beschließung des Transitprotokolls zum Energiechartavertrag, um die bestehenden Regelungen des Vertrags zu erweitern. Die Arbeitsgruppe Handel und Transit der Energiecharta wurde beauftragt, 2008 zu den multilateralen Konsultationen zum Entwurf des Transitprotokolls zurückzukehren.

## Mitgliedschaft
Der Energiechartavertrag und das Protokoll zur Energieeffizienz und Verwandten Umweltaspekten wurden im Dezember 1994 unterzeichnet und traten im April 1998 in Kraft. Derzeit haben 51 Länder, die Europäische Gemeinschaft und EURATOM den Vertrag unterzeichnet oder sind ihm beigetreten. Damit liegt die Gesamtzahl seiner Mitglieder nunmehr bei 53.
Alle Mitglieder haben den Vertrag ratifiziert, mit Ausnahme Australiens, Belarus’, Islands, Norwegens und Russlands. Belarus und Russland haben erklärt, die Regelungen des Vertrags bis zur Ratifizierung provisorisch anzuwenden, soweit er im Einklang mit ihren nationalen Verfassungen, Gesetzen und Verordnungen steht.
Russland hat die Ratifizierung des ECT von Verhandlungen eines Transitprotokolls abhängig gemacht. Dieses Protokoll würde die Regelungen des ECT im Bereich Energietransit verstärken, um so einige spezifische operative Risiken zu mindern, die den Energietransit beeinträchtigen. Verhandlungen über den Text eines Transitprotokolls begannen Anfang 2000. Ein Kompromissvorschlag, der die Diskussionen zwischen der Europäischen Union und Russlands widerspiegelte, wurde der Energiechartakonferenz (dem leitenden und beschlussfassenden Organ der Organisation) am 10. Dezember 2003 vorgelegt.
Eine einvernehmliche Entscheidung wurde auf der Grundlage des Kompromissvorschlags nicht erzielt. Energiefragen, auch des Transits, waren auch Gegenstand bilateraler Verhandlungen zwischen der Europäischen Union und Russland im Kontext des Beitrittsprozesses Russlands zur WTO. Die Verhandlungen zum Transitprotokoll wurden vorübergehend ausgesetzt. Die Suspendierung wurde 2004 aufgehoben, als Russland und die EU sich auf die Bedingungen des russischen WTO-Beitritts geeinigt hatten. Weitere bilaterale Verhandlungen zwischen der EU und Russland fanden seit Herbst 2004 statt.
Im Dezember 2006 deutete Russland an, dass eine Ratifizierung des ECT angesichts seiner Regelungen zum Zugang Dritter zu Pipelines unwahrscheinlich sei. Mitglieder des auswärtigen Ausschusses des Europäischen Parlaments forderten Anfang September 2007, die EU solle die Mitgliedschaft Russlands in der WTO nur unterstützen, wenn Russland am ECT festhalte.
Italien erklärte im Frühjahr 2015 den Austritt aus dem Vertrag, offiziell um die Mitgliedschaftsgebühr von 370.000 Euro pro Jahr einzusparen. Die Kündigung wird nach einem Jahr wirksam, allerdings können Investoren noch bis 2036 die Verletzung ihrer Rechte durch Italien vor Schiedsgerichten geltend machen, wenn ihre Investition vor Wirksamwerden der Kündigung getätigt wurde.
Mit Stand Oktober 2022 kündigten auch Spanien, die Niederlande, Polen, Frankreich und Slowenien  den Austritt an, während Belgien die Möglichkeit eines Ausstiegs noch prüft.
Im November 2022 verständigten sich die Ampelfraktionen im Bundestag darauf, dass Deutschland ebenfalls aussteigen werde. Am 18. November 2022 schloss sich auch Luxemburg den Aussteigern an.
Am 24. November 2022 stimmte das EU-Parlament für eine Resolution, die die EU-Kommission auffordert, aus dem Vertrag auszusteigen. Zuvor war im Europäischen Rat keine Zustimmung für die als unzureichend kritisierte Reform zustande gekommen.
Im Juli 2023 kündigte die portugiesische Regierung an aus dem Vertrag auszutreten.

## Energiechartakonferenz
Die Energiechartakonferenz ist das leitende und beschlussfassende Organ der Organisation. Der Vorsitzende der Energiechartakonferenz ist Selim Kuneralp, Türkei, und die stellvertretenden Vorsitzenden Anatolij Janowskij, Russische Föderation, und Odd Sverre Haraldsen, Norwegen. Die Energiechartakonferenz hat die folgenden untergeordneten Organe:
- Ad-hoc-Strategiegruppe,
- Investitionsgruppe,
- Handel- und Transitgruppe,
- Arbeitsgruppe Energieeffizienz und verwandte Umweltaspekte,
- Haushaltskomitee,
- Rechtsberatendes Komitee.

Zusätzlich bringt die Runde mit der Industrie als beratendes Gremium die Sichtweisen der Privatindustrie auf Fragen der Investitionen in den Energiesektor, grenzüberschreitenden Handel und Energieeffizienz in die Konferenz und ihre Gruppen ein.
Die Rechtsberatende Task Force wurde durch das Sekretariat der Energiecharta 2001 eingerichtet um die Ausarbeitung von Modellverträgen für grenzüberschreitende Öl- und Gaspipelines zu unterstützen.

### Sekretariat
Die Energiechartakonferenz wird durch ein Sekretariat mit Sitz in Brüssel unterstützt. Die Aufgaben des Sekretariats sind:
- Überwachung der Implementierung des ECT und des PEEREA
- Organisation und Unterstützung der Sitzungen der Konferenz und ihrer untergeordneten Gremien
- Analysetätigkeit und Beratung für die Konferenz und ihrer untergeordneten Gremien
- Vertretung der Konferenz in den Beziehungen mit Nicht-Mitgliedsstaaten, Organisationen und Institutionen
- Unterstützung von Verhandlungen zu neuen Instrumenten im Auftrag der Konferenz.

Seit dem 1. Januar 2012 ist Urban Rusnák Generalsekretär. Wladimir Rachmanin wurde im Juli 2008 stellvertretender Generalsekretär.
Alle Mitglieder sind in der Energiechartakonferenz (dem leitenden und beschlussfassenden Organ der Organisation) und den untergeordneten Gremien vertreten. Die Konferenz tritt regelmäßig zusammen, um über Angelegenheiten zu diskutieren, die einen Einfluss auf die Zusammenarbeit der Vertragsmitglieder im Energiebereich haben, und um die Implementierung des ECT und des PEEREA zu überprüfen und um neue Instrumente und gemeinsame Aktivitäten im Rahmen der Energiecharta zu erwägen.

### Mitglieder
| Land                    | Energy Charter Treaty | Energy Charter Treaty                              | European Energy Charter unterzeichnet | International Energy Charter unterzeichnet | Quelle |
| Land                    | Unterzeichnet         | Ratifiziert                                        | European Energy Charter unterzeichnet | International Energy Charter unterzeichnet | Quelle |
| ----------------------- | --------------------- | -------------------------------------------------- | ------------------------------------- | ------------------------------------------ | ------ |
| Afghanistan             |                       | 19. Januar 2013                                    | 4. August 2006                        | 20. Mai 2015                               | Link   |
| Albanien                | 17. Dezember 1994     | 15. Dezember 1997                                  | 17. Dezember 1991                     | 20. Mai 2015                               | Link   |
| Armenien                | 17. Dezember 1994     | 18. Dezember 1997                                  | 17. Dezember 1991                     | 20. Mai 2015                               | Link   |
| Österreich              | 17. Dezember 1994     | 12. August 1997                                    | 17. Dezember 1991                     | 20. Mai 2015                               | Link   |
| Aserbaidschan           | 17. Dezember 1994     | 2. Dezember 1997                                   | 19. Dezember 1991                     | 15. März 2018                              | Link   |
| Belarus                 | 17. Dezember 1994     | Vorläufige Anwendung (ausgesetzt ab 24. Juni 2022) | 17. Dezember 1991                     | 20. Mai 2015                               | Link   |
| Belgien                 | 17. Dezember 1994     | 16. April 1998                                     | 17. Dezember 1991                     | 20. Mai 2015                               | Link   |
| Bosnien und Herzegowina | 14. Juni 1995         | 10. Januar 2001                                    | 6. April 1995                         | 1. März 2016                               | Link   |
| Bulgarien               | 17. Dezember 1994     | 31 Juli 1996                                       | 17 Dezember 1991                      | 20. Mai 2015                               | Link   |
| Kroatien                | 17. Dezember 1994     | 31. Oktober 1997                                   | 5. Februar 1993                       | 20. Mai 2015                               | Link   |
| Republik Zypern         | 17. Dezember 1994     | 2. Januar 1998                                     | 17. Dezember 1991                     | 20. Mai 2015                               | Link   |
| Tschechien              | 8. Juni 1995          | 29. März 1996                                      | 5. Februar 1993                       | 20. Mai 2015                               | Link   |
| Dänemark                | 17. Dezember 1994     | 22. August 1997 (Austritt 4. September 2025)       | 17. Dezember 1991                     | 20. Mai 2015                               | Link   |
| Estland                 | 17. Dezember 1994     | 9. April 1998                                      | 18. Mai 1992                          | 20. Mai 2015                               | Link   |
| Finnland                | 17. Dezember 1994     | 11. Juli 1997                                      | 17. Dezember 1991                     | 20. Mai 2015                               | Link   |
| Georgien                | 17. Dezember 1994     | 22. Februar 1995                                   | 17. Dezember 1991                     | 20. Mai 2015                               | Link   |
| Griechenland            | 17. Dezember 1994     | 16. Juli 1997                                      | 17. Dezember 1991                     | 20. Mai 2015                               | Link   |
| Ungarn                  | 27. Februar 1995      | 1. April 1998                                      | 17. Dezember 1991                     | 20. Mai 2015                               | Link   |
| Island                  | 17. Dezember 1994     | 7. Juli 2015                                       | 17. Dezember 1991                     | N/A                                        | Link   |
| Irland                  | 17. Dezember 1994     | 30. März 1999                                      | 17. Dezember 1991                     | 20. Mai 2015                               | Link   |
| Japan                   | 16. Juni 1995         | 23. Juli 2002                                      | 17. Dezember 1991                     | 20. Mai 2015                               | Link   |
| Jordanien               |                       | 12. August 2018                                    | 7. Dezember 2007                      | 20. Mai 2015                               | Link   |
| Kasachstan              | 17. Dezember 1994     | 18. Oktober 1995                                   | 17. Dezember 1991                     | 20. Mai 2015                               | Link   |
| Kirgisistan             | 17. Dezember 1994     | 8. April 1997                                      | 13. Februar 1992                      | 19. Oktober 2015                           | Link   |
| Lettland                | 17. Dezember 1994     | 18. Dezember 1995                                  | 17. Dezember 1991                     | 20. Mai 2015                               | Link   |
| Liechtenstein           | 17. Dezember 1994     | 3. Dezember 1997                                   | 17. Dezember 1991                     | 19. Oktober 2015                           | Link   |
| Litauen                 | 5. April 1995         | 29. Juli 1998 (Austritt 8. August 2026)            | 3. April 1992                         | 20. Mai 2015                               | Link   |
| Malta                   | 17. Dezember 1994     | 21. Mai 2001                                       | 17. Dezember 1991                     | 20. Mai 2015                               | Link   |
| Republik Moldau         | 17. Dezember 1994     | 10. Juni 1996                                      | 12. Februar 1992                      | 20. Mai 2015                               | Link   |
| Mongolei                |                       | 21. Juli 1999                                      | 25. April 1997                        | 20. Mai 2015                               | Link   |
| Montenegro              |                       | 16. Juli 2015                                      | 27. November 2012                     | 19. Oktober 2015                           | Link   |
| Nordmazedonien          |                       | 26. März 1998                                      | 3. April 1996                         | 20. Mai 2015                               | Link   |
| Rumänien                | 17. Dezember 1994     | 10. März 1996                                      | 17. Dezember 1991                     | 20. Mai 2015                               | Link   |
| Slowakei                | 17. Dezember 1994     | 7. September 1995                                  | 5. Februar 1993                       | 20. Mai 2015                               | Link   |
| Schweden                | 17. Dezember 1994     | 13. November 1997                                  | 17. Dezember 1991                     | 20. Mai 2015                               | Link   |
| Schweiz                 | 17. Dezember 1994     | 28. Mai 1996                                       | 17. Dezember 1991                     | 20. Mai 2015                               | Link   |
| Tadschikistan           | 17. Dezember 1994     | 17. Juni 1997                                      | 17. Dezember 1991                     | N/A                                        | Link   |
| Türkei                  | 17. Dezember 1994     | 13. Februar 2001                                   | 17. Dezember 1991                     | 20. Mai 2015                               | Link   |
| Turkmenistan            | 17. Dezember 1994     | 10. Juli 1997                                      | 9. Juni 1994                          | 20. Mai 2015                               | Link   |
| Ukraine                 | 17. Dezember 1994     | 6. Februar 1998                                    | 17. Dezember 1991                     | 20. Mai 2015                               | Link   |
| Usbekistan              | 5. April 1995         | 22. Dezember 1995                                  | 17. Dezember 1991                     | 20. Mai 2015                               | Link   |
| Jemen                   |                       | 19. Juli 2018                                      | 3. November 2014                      | 20. Mai 2015                               | Link   |

Stand: 15. Februar 2025

### Beobachter
Beobachter sind berechtigt, an allen Sitzungen der Charta und den Debatten auf Arbeitsebene teilzunehmen und haben Zugriff auf alle einschlägigen Dokumente, Berichte und Analysen. Dies soll den jeweiligen Ländern die Möglichkeit geben, sich mit der Charta und ihrer Funktionen vertraut zu machen, um ggf. später dem ECT beizutreten.
| Land                                        | Energy Charter Treaty | Energy Charter Treaty | Energy Charter Treaty | European Energy Charter unterzeichnet | International Energy Charter unterzeichnet | Quelle |
| Land                                        | Unterzeichnet         | Ratifiziert           | Austritt *            | European Energy Charter unterzeichnet | International Energy Charter unterzeichnet | Quelle |
| ------------------------------------------- | --------------------- | --------------------- | --------------------- | ------------------------------------- | ------------------------------------------ | ------ |
| Australien                                  | 17. Dezember 1994     |                       |                       | 17. Dezember 1991                     |                                            | Link   |
| Bangladesch                                 |                       |                       |                       |                                       | 20. Mai 2015                               | Link   |
| Benin                                       |                       |                       |                       |                                       | 20. Mai 2015                               | Link   |
| Burkina Faso                                |                       |                       |                       |                                       | 16. März 2017                              | Link   |
| Burundi                                     |                       |                       |                       | 11. August 2015                       | 20. Mai 2015                               | Link   |
| Kambodscha                                  |                       |                       |                       |                                       | 19. Oktober 2015                           | Link   |
| Kanada                                      |                       |                       |                       | 17. Dezember 1991                     |                                            | Link   |
| Tschad                                      |                       |                       |                       | 22. April 2015                        | 20. Mai 2015                               | Link   |
| Chile                                       |                       |                       |                       |                                       | 20. Mai 2015                               | Link   |
| Volksrepublik China                         |                       |                       |                       |                                       | 20. Mai 2015                               | Link   |
| Kolumbien                                   |                       |                       |                       |                                       | 20. Mai 2015                               | Link   |
| Ostafrikanische Gemeinschaft                |                       |                       |                       |                                       | 25. November 2016                          | Link   |
| Zentralafrikanische Wirtschaftsgemeinschaft |                       |                       |                       |                                       | 25. November 2016                          | Link   |
| Westafrikanische Wirtschaftsgemeinschaft    |                       |                       |                       |                                       | 21. Mai 2015                               | Link   |
| Eswatini                                    |                       |                       |                       |                                       | 15. Dezember 2015                          | Link   |
| Frankreich                                  | 17. Dezember 1994     | 1. September 1999     | 8. Dezember 2023      | 17. Dezember 1991                     | 20. Mai 2015                               | Link   |
| G5 Sahel                                    |                       |                       |                       |                                       | 25. November 2016                          | Link   |
| Gambia                                      |                       |                       |                       |                                       | 11. August 2017                            | Link   |
| Deutschland                                 | 17. Dezember 1994     | 14. März 1997         | 20. Dezember 2023     | 17. Dezember 1991                     | 20. Mai 2015                               | Link   |
| Guatemala                                   |                       |                       |                       |                                       | 25. November 2016                          | Link   |
| Guyana                                      |                       |                       |                       |                                       | 21. November 2018                          | Link   |
| Indonesien                                  |                       |                       |                       | 18. Juni 2009                         |                                            | Link   |
| Iran                                        |                       |                       |                       |                                       | 25. November 2016                          | Link   |
| Irak                                        |                       |                       |                       |                                       | 25. November 2016                          | Link   |
| Italien                                     | 17. Dezember 1994     | 5. Dezember 1997      | 1. Januar 2016        | 17. Dezember 1991                     | 20. Mai 2015                               | Link   |
| Kenia                                       |                       |                       |                       |                                       | 20. März 2017                              | Link   |
| Luxemburg                                   | 17. Dezember 1994     | 7. Februar 1997       | 17. Juni 2024         | 17. Dezember 1991                     | 20. Mai 2015                               | Link   |
| Mali                                        |                       |                       |                       |                                       | 12. Mai 2017                               | Link   |
| Mauretanien                                 |                       |                       |                       | 29. April 2014                        | 20. Mai 2015                               | Link   |
| Marokko                                     |                       |                       |                       | 20. September 2012                    | 20. Mai 2015                               | Link   |
| Niger                                       |                       |                       |                       | 22. April 2015                        | 20. Mai 2015                               | Link   |
| Nigeria                                     |                       |                       |                       |                                       | 7. März 2017                               | Link   |
| Norwegen                                    | 16. Juni 1995         |                       |                       | 17. Dezember 1991                     | 20. Mai 2015                               | Link   |
| Pakistan                                    |                       |                       |                       | 9. Dezember 2005                      | 21. Mai 2015                               | Link   |
| Palästinensische Autonomiegebiete           |                       |                       |                       | 15. September 2014                    | 20. Mai 2015                               | Link   |
| Panama                                      |                       |                       |                       |                                       | 26. Oktober 2017                           | Link   |
| Polen                                       | 17. Dezember 1994     | 24. November 2000     | 29. Dezember 2023     | 17. Dezember 1991                     | 20. Mai 2015                               | Link   |
| Portugal                                    | 17. Dezember 1994     | 11. Dezember 1997     | 2. Februar 2025       | 17. Dezember 1991                     | 20. Mai 2015                               | Link   |
| Ruanda                                      |                       |                       |                       |                                       | 21. September 2016                         | Link   |
| Senegal                                     |                       |                       |                       |                                       | 20. September 2016                         | Link   |
| Serbien                                     |                       |                       |                       | 4. Juli 2001                          | 20. Mai 2015                               | Link   |
| Sierra Leone                                |                       |                       |                       |                                       | 13. Dezember 2018                          | Link   |
| Slowenien                                   | 17. Dezember 1994     | 23. Juli 1997         | 14. Oktober 2024      | 15. Oktober 1992                      | 20. Mai 2015                               | Link   |
| Südkorea                                    |                       |                       |                       |                                       | 17. November 2015                          | Link   |
| Südsudan                                    |                       |                       |                       |                                       | 10. Februar 2021                           | Link   |
| Syrien                                      |                       |                       |                       | 28. Juni 2010                         |                                            | Link   |
| Tansania                                    |                       |                       |                       |                                       | 21. Mai 2015                               | Link   |
| Vereinigte Arabische Emirate                |                       |                       |                       |                                       | 29. Juni 2017                              | Link   |
| Uganda                                      |                       |                       |                       | 6. Dezember 2019                      | 20. Mai 2015                               | Link   |
| Vereinigte Staaten                          |                       |                       |                       | 17. Dezember 1991                     | 20. Mai 2015                               | Link   |
| Vietnam                                     |                       |                       |                       |                                       | 13. November 2018                          | Link   |
| Spanien                                     | 17. Dezember 1994     | 11. Dezember 1997     | 17. April 2025        | 17. Dezember 1991                     | 20. Mai 2015                               | Link   |
| Vereinigtes Königreich                      | 17. Dezember 1994     | 13. Dezember 1996     | 27. April 2025        | 17. Dezember 1991                     | 20. Mai 2015                               | Link   |
| Europäische Union und EURATOM               | 17. Dezember 1994     | 1998                  | 28. Juni 2025         | 17. Dezember 1991                     | 20. Mai 2015                               | Link   |
| Niederlande                                 | 17. Dezember 1994     | 11. Dezember 1997     | 28. Juni 2025         | 17. Dezember 1991                     | 20. Mai 2015                               | Link   |

Stand: 15. Februar 2025

#### Internationale Organisationen mit Beobachterstatur auf Beschluss auf der Energiechartakonferenz
- ASEAN
- Baltic Sea Region Energy Cooperation
- Schwarzmeer-Wirtschaftskooperation
- Organisation für wirtschaftliche Zusammenarbeit
- Europäische Bank für Wiederaufbau und Entwicklung
- Internationale Atomenergie-Organisation
- Internationale Energieagentur
- Internationale Organisation für erneuerbare Energien
- Organisation für wirtschaftliche Zusammenarbeit und Entwicklung
- Wirtschaftskommission für Europa
- Weltbank
- Welthandelsorganisation

Stand: 15. Februar 2025

## Investitionsschiedsverfahren
Unter dem Vertrag über die Energiecharta wurden und werden eine Reihe von Investitionsschiedsverfahren geführt. So klagte der Energiekonzern Vattenfall gegen die Bundesrepublik Deutschland im April 2009 wegen der Umweltauflagen des Kohlekraftwerks Moorburg und wegen des Atomausstiegs. Spanien und die Tschechische Republik werden wegen der Rücknahme von Förderprogrammen für erneuerbare Energien im Rahmen der sogenannten „Solar Claims“ in Anspruch genommen. Auch der bisher höchste Schiedsspruch in der Geschichte im Nachgang der Zerschlagung des Ölkonzerns Yukos erging unter dem Energiechartavertrag (siehe Yukos-Schiedsverfahren). Wie 2021 bekannt wurde verklagt RWE die Niederlande auf Basis der Charta für den Beschluss „bis 2030 aus der Stromerzeugung aus Kohle auszusteigen“.
Ein von Julia Steinberger und Yamina Saheb (Autoren des Sechsten Sachstandsbericht des IPCC) initiierter offener Brief fordert den Austritt aus dem Vertrag über die Energiecharta, da Investitionsschiedsverfahren die Umsetzung des Übereinkommens von Paris und den European Green Deal behindern. Der Brief wurde unter anderem unterzeichnet von: Sandrine Dixson-Declève, Connie Hedegaard, James K. Galbraith, Helga Kromp-Kolb, Rachel Kyte, Thomas Piketty, Olivier de Schutter (UN-Sonderberichterstatter zu extremer Armut) und Jean-Pascal van Ypersele. Der offene Brief führt deutschsprachige, wie internationale Kritik fort. Nach Entscheidung des Bundesgerichtshofs sind die Schiedsgerichtsverfahren weitgehend unzulässig.